# Уилер, Мортимер
Роберт Эрик Мортимер Уилер (англ. Robert Eric Mortimer Wheeler, 10 сентября 1890, Глазго, Шотландия — 22 июля 1976, Летерхед, Суррей, Англия) — британский археолог и офицер. Автор 24 книг. Член Лондонского королевского общества, действительный член Британской академии, член-корреспондент Королевского общества древностей. Генеральный директор археологического управления Индии. Основатель и почётный директор Археологического института университетского колледжа Лондона.

## Ранние годы
Роберт Эрик Мортимер Уилер родился 10 сентября в Глазго, Шотландия. Он был первым ребёнком в семье журналиста Роберта Мортимера Уилера и его супруги Эмили, урождённой Бейс. Будучи сыном торговца чаем, Роберт старший в юности хотел стать баптистским священником. Но во время учёбы в Эдинбургском университете он пересмотрел свои взгляды и стал убеждённым вольнодумцем. Первоначально он устроился преподавателем английской литературы, но после смерти своей первой супруги при родах занялся журналистикой. Вторая супруга и мать Роберта младшего Эмили разделяла любовь супруга к литературе. Ей её привил Томас Спенсер Бейс, шекспировед, работавший в Сент-Эндрюсском университете. Тем не менее, брак был эмоционально напряжённым, что усугублялось низким социальным положением и небольшим количеством денежных средств в семье. Через несколько лет после рождения Роберта семья переехала в столицу Шотландии Эдинбург, где на свет появилась младшая сестра мальчика Эми. В семье их называли Бобрик и Тотси соответственно.

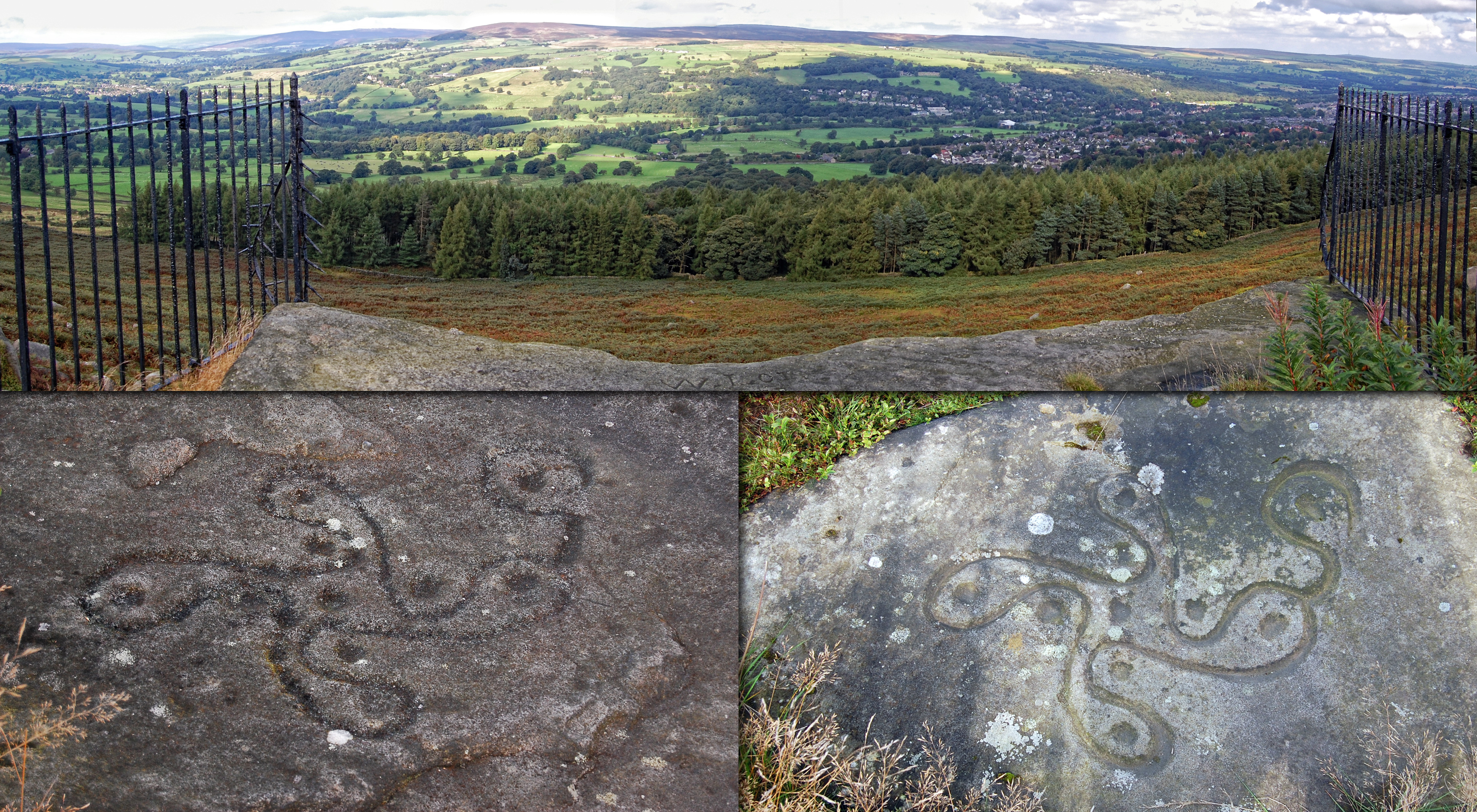
Камень из Икли Мура, аналогичный найденному Мортимером

Когда Роберту младшему было 4 года его отец получил должность журналиста, печатающегося на передовице газеты Bradford Observer. Семья переехала в Солтейр, деревню к северо-западу от Брадфорда, космополитического города в Йоркшире, графства на северо-востоке Англии, который в то время переживал бум торговли шерстью. Здесь на мальчика очень большое впечатление произвели болота вокруг деревни и археология района. Позже он писал, что нашёл здесь доисторический камень с клеймом в виде чаши, о том, как искал отщепы на Илкли Мур, и об участии в раскопках кургана на Бейлдон Мур. Несмотря на слабое здоровье, Эмили сама занималась обучением и воспитанием детей до семи-восьми лет. Но со временем Мортимер отдалялся от матери, поскольку по складу ума и характеру был куда ближе к отцу, в компании которого проводил гораздо больше времени, чем в играх со сверстниками. Роберт старший увлекался естественной историей и любил рыбалку и стрельбу, сельские занятия, поощряя участие Мортимера. Роберт старший приучал сына к чтению и рисованию, двум делам, которые очень любил мальчик. Он приобрёл много книг, в частности по истории искусства.
Незадолго до того, как Мортимеру исполнилось 9 лет он поступил в Бредфордскую школу грамматики, экстерном окончив первый класс и сразу перейдя во второй. В 1902 году родилась вторая младшая сестра Мортимера, которую родители назвали Бетти. Мальчик никогда не проявлял особого интереса к её жизни. В 1905 году Роберт старший принял предложение возглавить лондонское отделение газеты Bradford Observer, которая к тому моменту была уже переименована в Yorkshire Daily Observer. В декабре семья поселилась в юго-восточной части города, в доме Карлтон Лодж на Саут-Кройдон-роуд в Западном Далвиче. Здесь 15-летний Мортимер не пошёл в школу, а стал заниматься самообразованием. Всё своё время он проводил в Лондоне, где посещал Национальную галерею и Музей Виктории и Альберта.

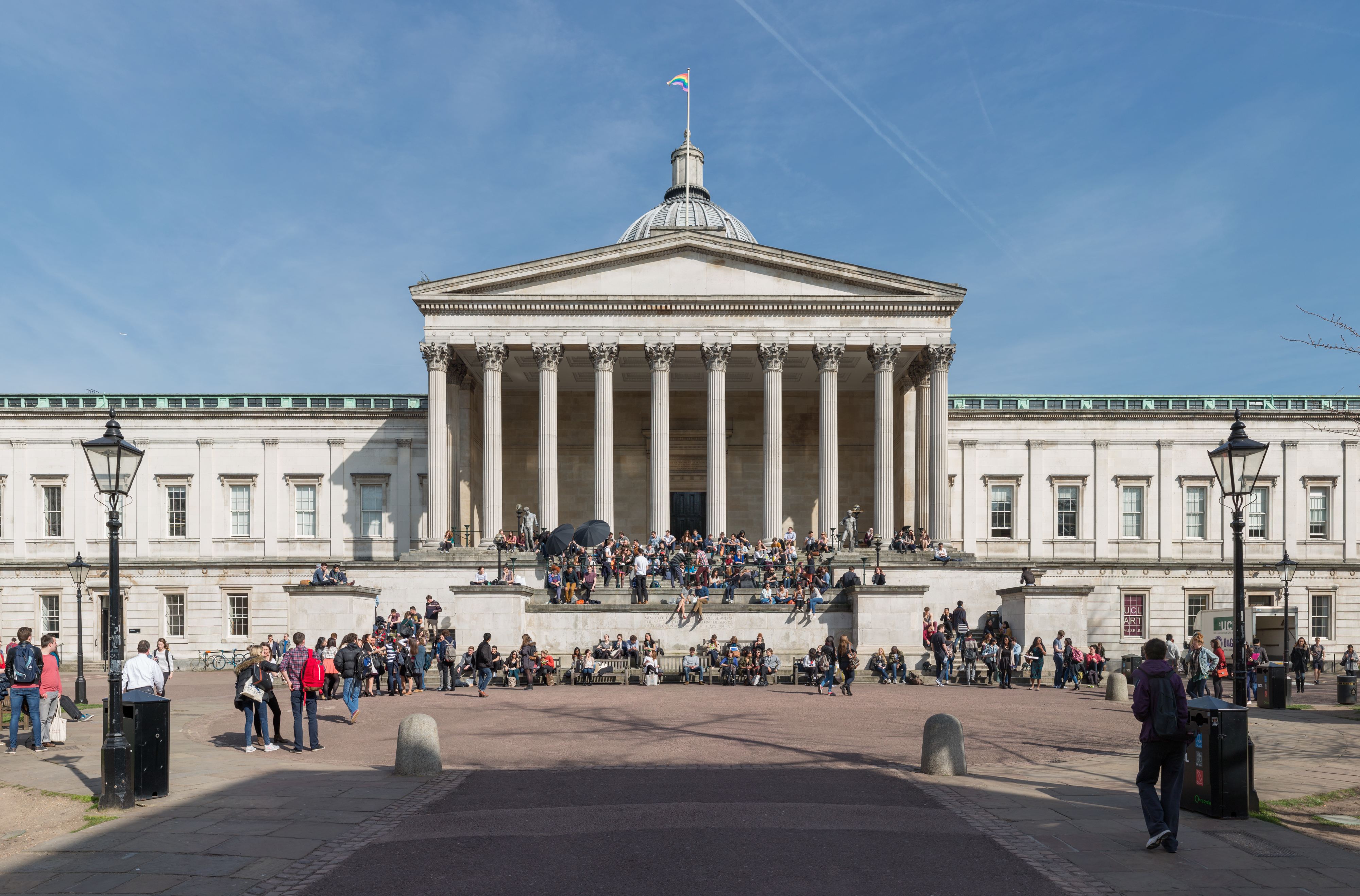
Университетский колледж Лондона, где Мортимер получил высшее образование

Вступительный экзамен Мортимер сдал со второй попытки. В 1907 году он получил стипендию и начал обучение на кафедре антиковедения Университетского колледжа Лондона (УКЛ). Он ежедневно проезжал значительную часть Лондона чтобы добраться из родительского дома в центр города, в район Блумсбери. Здесь он стал учеником А. Хаусмана. Уже во время учёбы в бакалавриате Миллер получил должность редактора журнала Union Magazine, для которого в частности нарисовал несколько карикатур. Со временем его интерес к искусству взял верх, и Мортимер перешёл на работу в Художественную школу УКЛ. По собственным словам, ему помешало закончить обучение здесь то, что он так и не стал более чем «условно искусным художником». В связи с этим он всё же вернулся на факультет антиковедения. Это отрицательно сказалось на общем уровне его образования, и Мортимер смог получить звание бакалавра гуманитарных наук лишь второго класса.
Мортимер продолжил обучение и в 1912 году получил степень магистра гуманитарных наук по антиковедению. Во время обучения он занимал должность личного секретаря проректора УКЛ Грегори Фостера, хотя в дальнейшем Уилер подвергал его яростной критике за превращение УКЛ из «колледжа в чисто академическом смысле в гипертрофированное чудовище, что похоже на колледж меньше, чем плезиозавр на человека». Тогда же он познакомился с Тессой Верни, студенткой кафедры истории. Вместе они работали в комитете Литературного общества колледжа.
В 1913 году Мортимер присоединился к раскопкам Viroconium Cornoviorum, римско-британского поселения в Вроксетере. Это занятие сильно увлекло его, и он полюбил археологию. Решив попытать счастья в этой сфере, Роберт принял участие в проводимом Лондонским университетом и Королевским обществом древностей стипендиальном конкурсе памяти А. Френкса и одержал на нём победу. Сумму удвоил за свой счёт археолог А. Эванс. Предполагаемый проект Уилера заключался в анализе романо-рейнской керамики, и на средства гранта он совершил поездку в Рейнланд в Германии, где изучал римскую керамику, хранящуюся в местных музеях. Однако он так и не опубликовал исследование на эту тему.
В тот период британской истории количество выпускаемых из университетов археологов превысило количество свободных мест, в связи с этим Мортимер был вынужден искать работу там, где эта профессия ещё не получила достаточного распространения. В 1913 году Уилер получил должность младшего следователя в английской Королевской комиссии по историческим монументам, которая приступила к реализации проекта по оценке состояния всех сооружений в стране, сооружённых до 1714 года. В рамках этого проекта Уилер сначала направили в Стеббинг в Эссексе, где он проводил оценку позднесредневековых зданий. По окончании работы он продолжил изучение в графстве, сосредоточившись уже на зданиях римской эпохи. Летом 1914 года Роберт женился на Тессе, устроив скромную церемонию без участия церкви, после чего они переехали в родительский дом Уилера в Херн Хилл.

## Первая мировая война
В 1914 году началась Первая мировая война. Великобритания вступила в неё 12 августа, через 15 дней после начала, объявив войну Австро-Венгрии. Тогда же Мортимер записался добровольцем в вооружённые силы. Хотя Уилер всегда предпочитал сольные занятия и развлечения групповым, военная служба ему очень понравилась. Он устроился в качестве артиллерийского инструктора в военный корпус Лондонского университета и 9 ноября 1914 года получил звание временного второго лейтенанта. Именно в этот период, 8 января 1915 года родился единственный ребёнок четы, которого пара назвала Майклом. Наличие лишь одного ребёнка в семье в те годы считалось социальной аномалией. Однако не известно, был ли это их выбор, или они просто не смогли более завести детей. В мае того же года Мортимер перевёлся на службу в 1-ю Лоулендскую бригаду Королевской полевой артиллерии (Территориальные силы). 1 июля начальство повысило его в звании до временного лейтенанта. Стремительно продвигаясь по военной лестнице, 16 дней спустя Мортимер получил звание временного капитана. В этом звании он служил на военных базах по всем Британским островам. В основном он командовал боевыми батареями, сначала полевых орудий, а затем и гаубиц. Его супруга и сын путешествовали вместе с ним.

## Дальнейшая жизнь
С 1920 года — хранитель, с 1924 года — директор Национального музея Уэльса. Был также хранителем Лондонского музея (1926—37), почетным директором Института археологии при Лондонском университете (1937—44), генеральным директором Археологического управления Индии (1944—47).
В 1948—55 годах — профессор Лондонского университета, занимал кафедру в его Институте археологии.
В 1949—68 годах — секретарь Британской академии.
С 1952 года стал выступать на телевидении, популяризуя археологию. Также выступал и на радио.
В 1952 году был посвящён в рыцари.
Руководил раскопками в Великобритании, Франции, Индии, Пакистане. Начав первые самостоятельные раскопки в Англии по возвращении с фронта в 1917 году, он долгие годы работал в основном в области археологии римских провинций, и прежде всего римской Британии, углублённо заниматься восточной археологией начал заняв в 1944 году должность генерального директора Археологической службы Индии, а в 1947 году, с образованием Пакистана — остался там.
Кавалер Почёта (1967).
Автор многих работ, среди которых «Рим за границами империи» («Rome beyond the Imperial Frontiers», Oxford, 1954), «Archaeology from the Earth» (1954), «Still Digging» (1955).
В последние десятилетия своей жизни выпустил три биографических книги — «Еще копаю: закладки из записной книжки антиквария» (1955), «Сигналы тревоги для забвения: подборка вырезок антиквария» (1966), «Моя археологическая миссия в Индии и Пакистане» (1976).
С 1914 года был женат, став в 1936 году вдовцом. В 1939 году женился второй раз, а в 1942 году развёлся. Третий раз женился в 1945 году.
«National Geographic» (01.05.2014) указывает его в числе «7 великих инноваторов в археологии».